# Sân bay Kittilä
Sân bay Kittilä (EFKT) là một sân bay hàng không tổng hợp và thương mại nằm ở trong Vòng Bắc cực. Năm 2006, sân bay này đã phục vụ 238.000 lượt khách. Ngày 27 tháng 7 năm 2006, một vụ hỏa hoạn xảy ra khi công tác mở rộng sân bay này đang được thực hiện khiến phần cũ hơn của sân bay bị hư hại nặng. Nhà ga được xây lại năm 2007 và hiện đã hoạt động bình thường.

## Các hãng hàng không và tuyến bay

### Nội địa
- Blue1 (Helsinki)
- Finnair (Helsinki)

### Quốc tế
- Scandinavian Airlines (Stockholm-Arlanda [bắt đầu ngày 19 tháng 12 năm 2008])